# Ichneumon trigemellus
Ichneumon trigemellus är en stekelart som beskrevs av Heinrich 1956. Ichneumon trigemellus ingår i släktet Ichneumon och familjen brokparasitsteklar. Inga underarter finns listade i Catalogue of Life.